# حزب الإنترنت
حزب الإنترنت (Partido de Internet بالإسبانية) هو حزب سياسي نشأ في عام 2009 بإسبانيا؛ حيث يسعى لتطوير نظام الديمقراطية السلسة في إطار النظام القانوني الحالي. وليس لحزب الإنترنت (Internet Party) أية أيديولوجيات. فهم يدعمون نظام القائمة المفتوحة، حيث يعمل الأعضاء المنتخبون وفقًا للقرارات التي يتخذها المواطنون في منصة الإنترنت.[بحاجة لمصدر]
في أثناء الانتخابات العامة الإسبانية 2011، طرح حزب الإنترنت 8 مرشحين في الدائرة الانتخابية قادس وحصل على 603 أصوات (0.09%).
بدايةً من تاريخ 21 نوفمبر 2012 فصاعدًا، دخل الحزب في علاقات دولية عن طريق حزب الإنترنت التابع للاتحاد الروسي (IPRF) 

## وصلات خارجية
- Website of the Internet Party